# ヘルツベルク・アム・ハルツ
ヘルツベルク・アム・ハルツ (ドイツ語: Herzberg am Harz, ドイツ語発音: [ˈhɛrt͜sbɛrk am haːɐ̯t͜s], エスペラント: Hercbergo-ĉe-Harco) は、ドイツ連邦共和国ニーダーザクセン州南部のゲッティンゲン郡に属す都市である。この街はオーバーハルツの南端に位置している。
ヘルツベルク・アム・ハルツ市は、観光関連文書、文化関連文書、友好都市関連文書に於いて、2006年7月から「エスペラント都市」の添え名を用いている。

## 地理

### 位置
ヘルツベルク・アム・ハルツ市は、中低山地のハルツ山地から流れる小川であるジーバー川やローナウ川の流域に位置している。ゲッティンゲンの北東 32 km、ハノーファーの南東90 kmにあたる。市の中心部の高台にヘルツベルク城がある。

### 隣接する市町村
本市は北から時計回りに以下の市町村および地域と境を接している。
- ゴスラー郡（ドイツ語版、英語版）: 市町村に属さないハルツ地域
- 旧オステローデ・アム・ハルツ郡: 市町村に属さないハルツ地域、バート・ラウターベルク・アム・ハルツ
- アイヒスフェルト郡（ドイツ語版、英語版）: ゾンネンシュタイン（ドイツ語版、英語版）
- 旧ゲッティンゲン郡: ドゥーダーシュタット、リューダースハウゼン、ルームシュプリンゲ、ヴォラースハウゼン
- 旧オステローデ・アム・ハルツ郡: ハットルフ・アム・ハルツ、エルビンゲローデ、ヘルデン・アム・ハルツ

### 市の構成
- ヘルツベルク（8,970人）
- ローナウ（290人）ミューレンベルクを含む
- ペールデ（1,985人）ルーマシュプルングを含む
- シャルツフェルト（1,625人）
- ジーバー（475人）

かっこ内は、2016年10月1日現在の人口である。
ヘルツベルクはさらに、地元周辺地域の会話では非公式な地区から構成されている（かっこ内は主要な通りの名である）。
- ツェントルム（ハウプト通り、マルクト広場）
- クレープレーク（ローナウアー通り、ドクトル＝フレッセル＝アレー）
- ラングファスト（アム・ラングファスト）
- 旧ローナウアーハンマーミューレ（リートヴェーク）
- ユスハイデ（ユスホルツ通り、アムトマン＝リューダー通り）
- バーンホーフスフィールテル（ドゥーダーシュテッター通り）
- カスタニーエンプラッツ（カスタニーエンプラッツ）
- アウエ（ノルトハイマー通り、コルン通り、ジーメンス通り）
- プフィングスタンゲ（アム・プフィンスガンガー）
- アイヒホルツ（アム・シュポルトプラッツ、アム・アイヒホルツ）

## 歴史

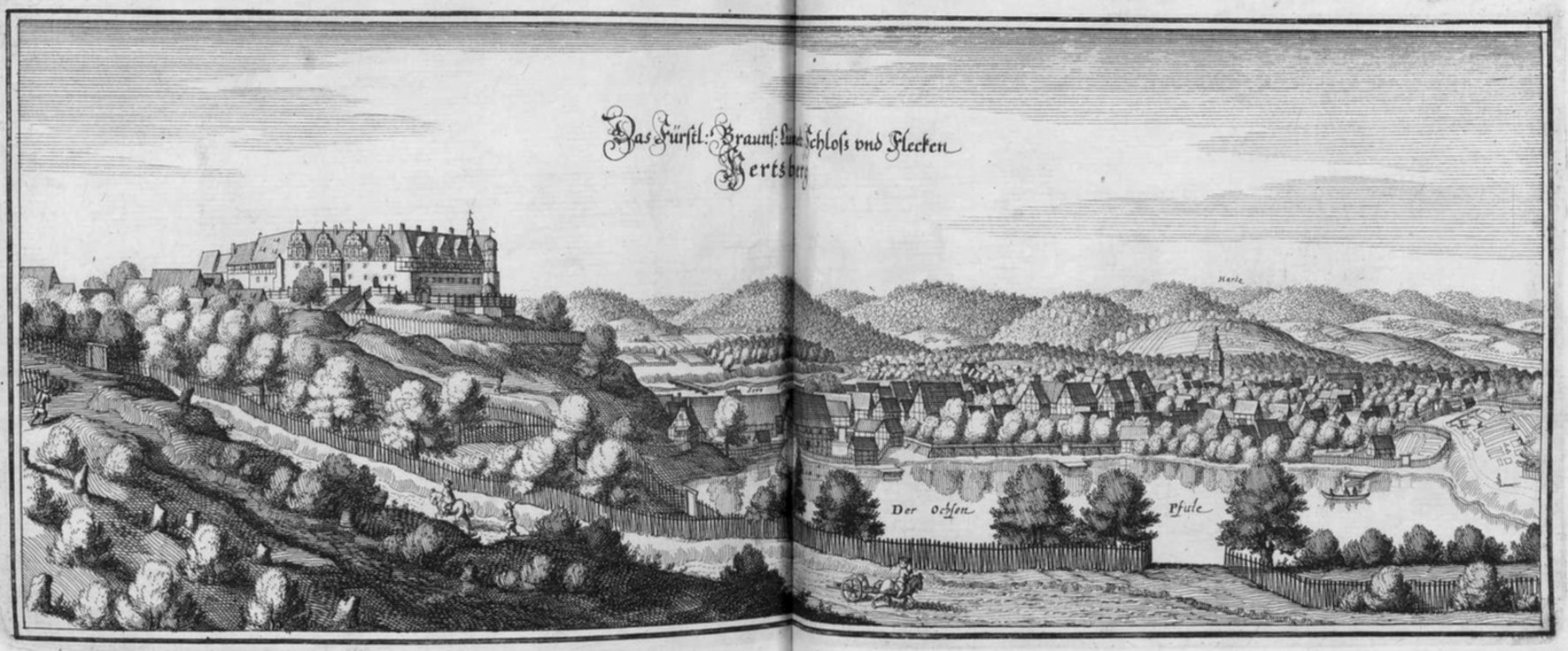
マテウス・メーリアンの銅版画に描かれた17世紀中頃のヘルツベルク

ヘルツベルク城は、1154年のハインリヒ獅子公の寄進状に初めて記録されており、最初はヴェルフ家の所有であった。集落については、1337年に城の下の領主の所領として初めて記述された。入植の開始はこれよりかなり早いと推測されている。集落名は中世には Hircesberg、Hirzberch、Hertsberg と表記された。語尾の "-berg" は、創設期が 800年から1350年の中世盛期であったことを示している。12世紀には母音の -i- と -e- が揺らいでいたため、Herz- は Hirsch（シカ）に由来すると考えられる。行政上は、1315年以降アムト・ヘルツベルクが設けられ、1859年にアムト・シャルツフェルスと合併した。1598年にヘルツブルクは「フレッケン」（市場町）と記述されている。都市権は1929年10月25日にプロイセン国務省の省令によって授与された。
2016年11月1日のオステローデ・アム・ハルツ郡とゲッティンゲン郡の合併以後、ヘルツベルク・アム・ハルツはゲッティンゲン郡に属している。
ヘルツベルク周辺にはいくつかの中世の廃村が存在する: バルケフェルデ、ハーゲ、ヘルメリンゲローデ、カルクブルク、コイハーゲン、オイ、ルーニゲロート、シュメルベーケ、シュタイノーヴェなどである。

### 経済活動
経済に関しては、ヘルツベルクは古くからすでに周辺地域の中心地であった。織布や亜麻布の生産はかつてヘルツベルクの主要な経済因子であった。18世紀から19世紀には住民の約 50 % が亜麻布織りに従事していた。醸造業も重要であった。この村の醸造小屋は1569年に、これよりも大規模な醸造所は1581年に設けられた。この集落は古くから都市としての特徴を有していたが、主力は農林業であった。ヘルツベルクには、1614年には約 180 の、1766年には約 300の農場があった。多くの水車、たとえば製材水車、製紙水車、脱穀水車、搾油水車がミューレングラーベンの水力をエネルギー源として利用していた。ミューレングラーベンには、高台に位置する城館に水を供給する揚水装置もあった。20世紀の工業には、製鉄、製紙、火薬製造、繊維ボード製造、金属加工、マーガリン製造、人造絹糸製造が含まれる。

### 武器製造
18世紀から19世紀の最も重要な経済因子は武器製造であった。ハノーファー選帝侯領はそれまで他の支配地（たとえばテューリンゲン）で武器を製造していたが、それでは十分でなくなってきた。このため、ハノーファー歩兵隊のための銃器工場を1732年にヘルツベルクに建造した。この工場は猟銃や冷兵器、武器附属品も製造した。この集落には専門的な人材がいなかったため、当初労働者を外部から募集しなければならなかった。銑鉄の原料はハルツ山地の製錬所で造られた。この工場は初めローナウ地区のローナウ川沿いにあり、この川の水を駆動力として利用していた。工場は1740年にヘルツベルクに移転した。ハノーファー＝リンデンのハノーファー王国銃器工場は1738年にすでにヘルツベルクに移転していた。19世紀、この工場では約 200人が働いていた。王国がプロイセンに併合された1866年から、プロイセン兵器工場との強力な競合によりこの武器工場はその重要性を失った。

### 火薬製造
地雷や爆弾を製造するために、1940年に火薬工場が設立された。ダイナマイト AG アルフレッド・ノーベルは工場を街や城館の近くに設けて鉄道を引き込んだ。この路線は現在も解体されていない。危険回避のため、7,500 kg 以上の火薬を貯蔵することは許されなかった。第二次世界大戦直後の1945年4月4日の夜に甚大な事故が発生した。当時この敷地内には約 40,000 kg の火薬と 8,000個の地雷が貯蔵されていた。小規模な爆発が火災を引き起こし、消防団の消火作業中に巨大な爆発が起こった。この事故で9人が死亡した。集落や城館の損傷部分は屋根で覆われた。この事故の発生原因は特定されていないが、破壊工作や過失が疑われた。

### 市町村合併
1937年にそれまでツェラーフェルト郡に属していたローナウアーハンマーヒュッテがヘルツベルクに合併した。1972年7月1日にローナウ、ペールデ、シャルツフェルト、ジーバーが合併した。

## 住民

### 人口推移
| 年   | 人口（人） |
| ---- | ---------- |
| 1961 | 16,962     |
| 1970 | 17,887     |
| 1987 | 15,899     |
| 1990 | 16,638     |
| 1995 | 16,325     |
| 2000 | 15,374     |
| 2005 | 14,697     |
| 2010 | 13,802     |
| 2011 | 13,573     |

1961年（6月6日）と1970年（5月27日）の数値は、1972年7月1日に合併した地域の人口を含む人口調査の結果である。

### 宗教

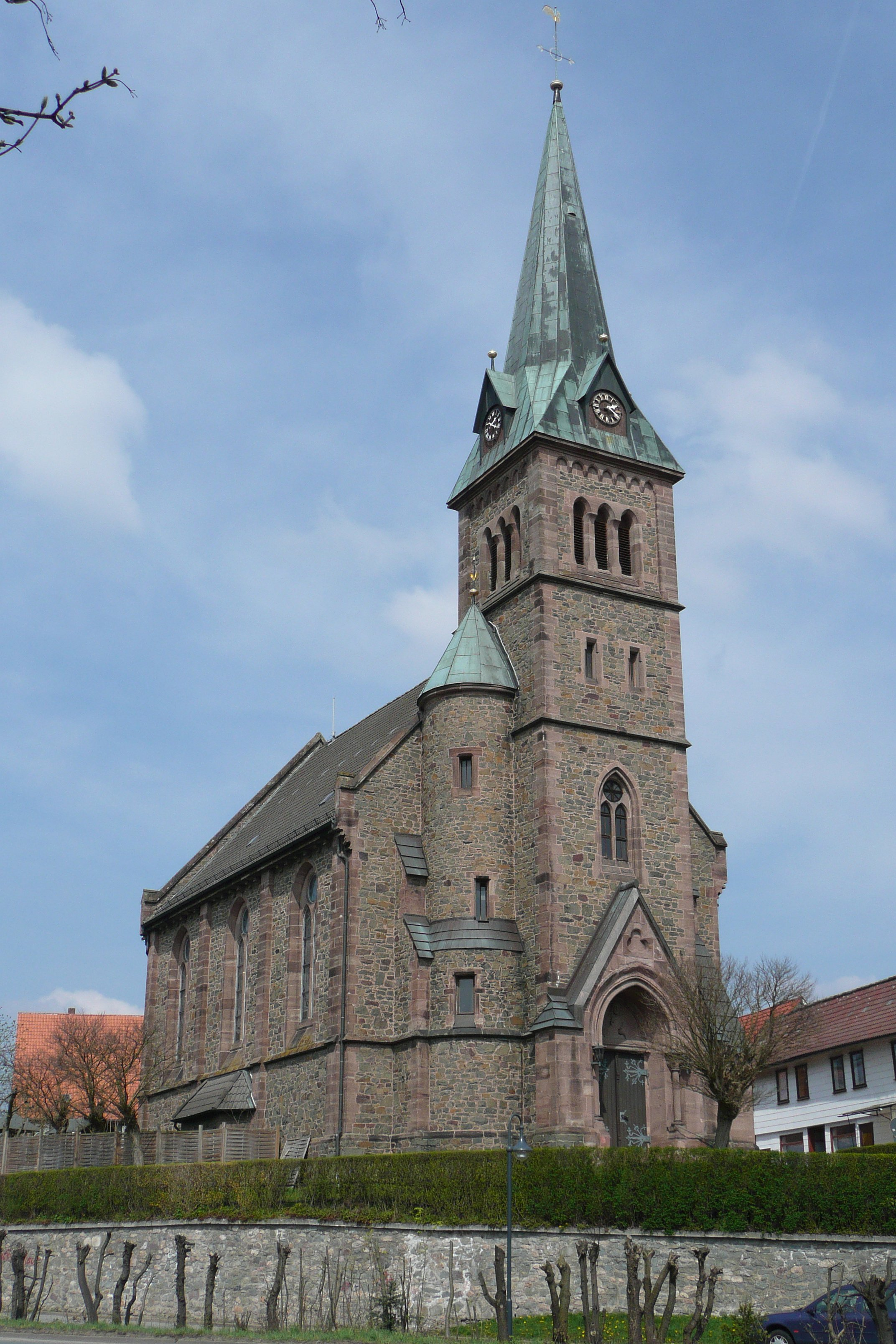
カトリックの聖ヨーゼフ教会

ヘルツベルクは、福音主義ルター派ハノーファー地方教会の同名の教会クライスの本部所在地である。1841年から1845年に建造されたユンケルン通り21番地のニコライ教会と1963年から1964年に建造されたマルゲリーテン通り3番地のクリストゥス教会はこの教会クライスに属す。
ナザレのヨセフにちなんで名付けられたカトリックの聖ヨーゼフ教会はマギスターベルクにある。この教会は1893年から1895年に建設された。その司祭区はネルテン＝オステローデ首席司祭区に属す。2006年からハットルフのカトリック教会もこの司祭区に属している。また、教会近くの保育園やレンス通りの墓地もこの司祭区に属す。
ヘルツベルク福音主義自由教会組織（バプテスト）は1957年に設立され、福音主義自由教会組織連盟に属している。この組織は、ネルケン通り1番地の十字架教会やオステローデの教団施設を有している。
ヘルツベルク福音主義教団は、ユンケルン通り16番地に教会を有している。この教団はオーホーファー教団連合を介して福音主義教団連合に加盟している。
新使徒派教会は2007年に閉鎖された。1901年にヘルツベルク教団が結成され、ゲッティンゲン教会管区に属した。1971年にパイマンスガッセ3番地に独自の教会を保有した。2007年11月11日ここで最後の礼拝が行われた。教会の建物は売却され、現在は理学療法治療院として利用されている。最寄りの新使徒派教会は、9 km 離れたオステローデ・アム・ハルツにある。
エホバの証人は、レンス通りに集会所を有している。

## 行政

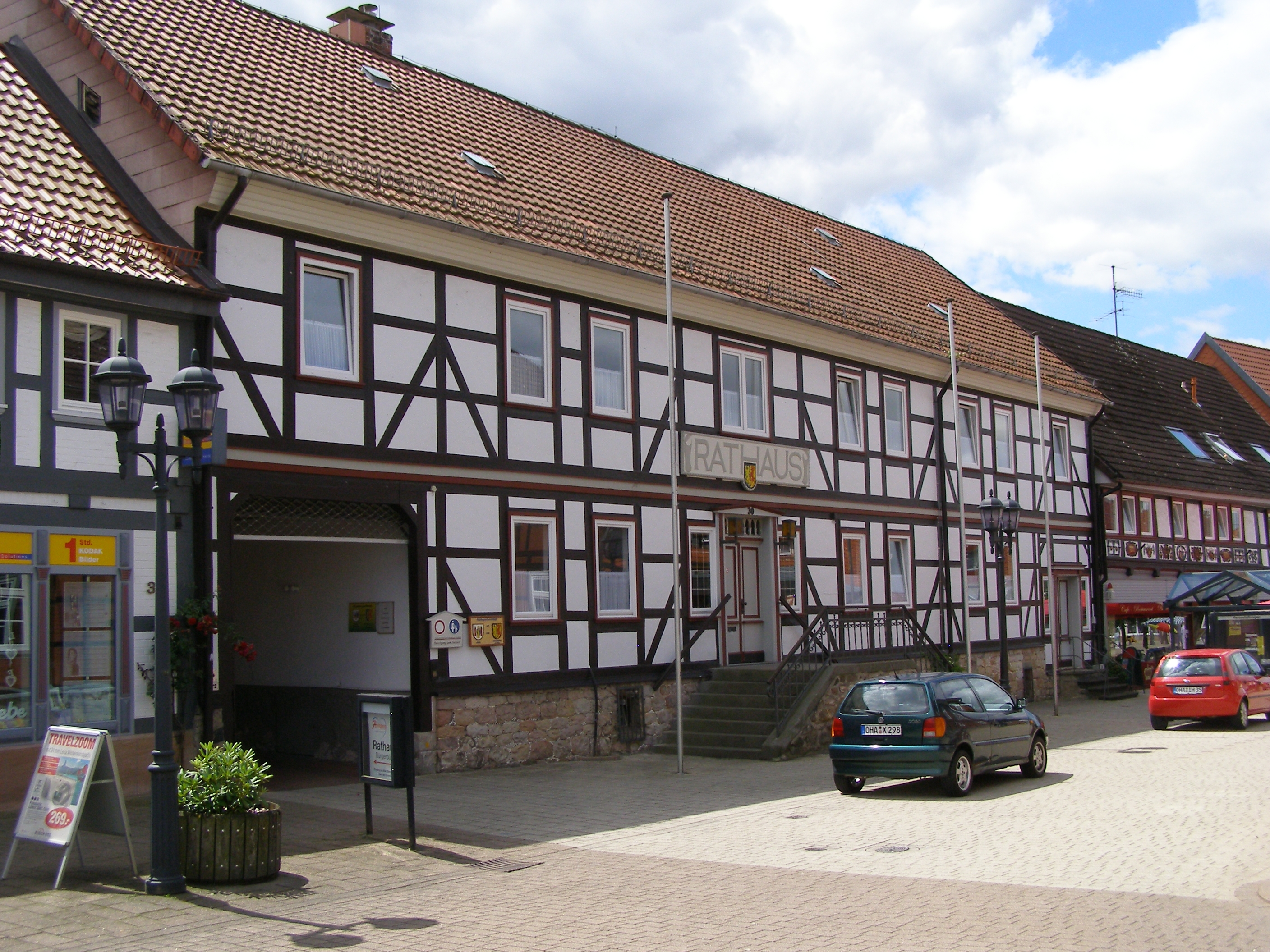
ヘルツベルク・アム・ハルツ市庁舎

### 市議会
ヘルツベルク・アム・ハルツの市議会は、30議席で構成されている。これは人口12,001人から15,000人の自治体の議員定数である。30人の市議会議員は5年ごとに住民選挙で選出される。
市議会では、上記の議員のほかに市長のルッツ・ペータースが投票権を有している。

### 首長
本市の市長はクリストファー・ヴァーグナー (SPD) である。彼は2021年9月26日の市長選挙決選投票で 53.1 % の票を獲得して市長に選出された。この選挙の投票率は 61.4 % であった。

### 紋章と旗
紋章の図柄: 青地と金地に左右二分割。向かって左（青地）には赤い歯と爪を持つ金の獅子、向かって右（金地）には直立した赤いシカ。
この紋章は1953年に内務大臣によって認可されたもので、18世紀の公務印章に由来する。獅子は、1157年から続くヴェルフ貴族家への連携を示している。シカ (Hirsch) は1885年まで存在し、オステローデ郡に合併したアムト・ヘルツベルク (Herzberg) にちなんでいる。紋章の字を二分している赤と金はルッターベルク伯の紋章の色である。この伯家は1029年頃に所領を固めたが、その古名である Hirschberg は Herzberg の古い表記である。
ヘルツベルク・アム・ハルツ市の旗の色は、黄色 - 青である。

### 姉妹都市
- グラ（ポーランド、ドルヌィ・シロンスク県）1993年

## 文化と見所

### 建築

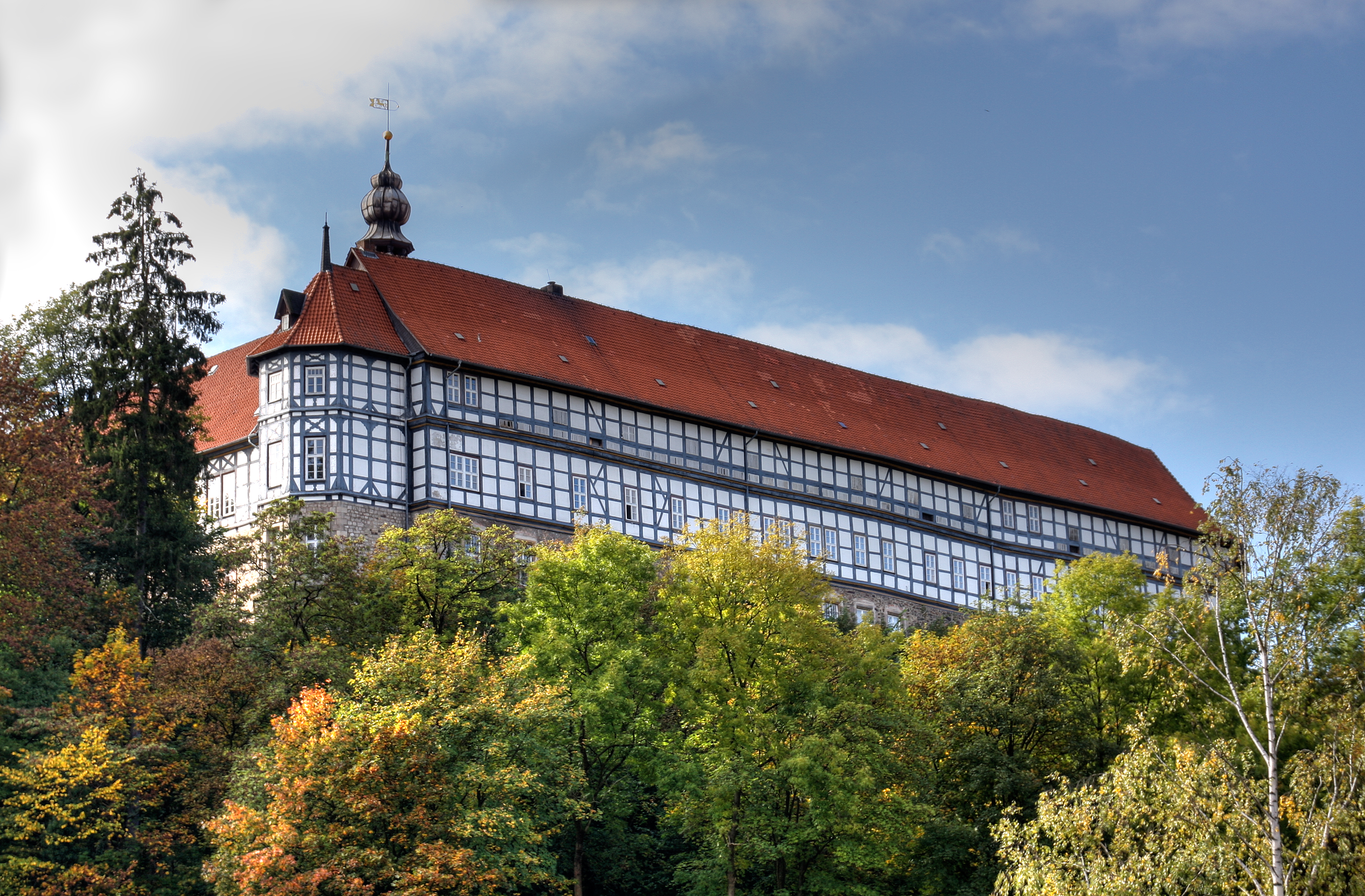
ヘルツベルク城

#### ヘルツベルク城
街の高台の頂にあるヘルツベルク城は、ニーダーザクセンでは数少ない木組み建築の城館である。この城館は、中世の城砦跡に建てられ、1510年の火災後に新たに建て直されたものである。この城は1158年から1866年まで絶えることなくヴェルフ家の所有であった。このためヴェルフェンシュロス（ヴェルフの城館）とも呼ばれる。1882年以降は、ヘルツベルク区裁判所がこの城に入居した。現在はこのほかに、錫人形博物館や地元林業史および城館自身の歴史展示室がある。さらに様々なテーマの特別展示が定期的に行われている。

#### シャルツフェルス城趾
シャルツフェルス城趾は、シャルツフェルト地区東側の急峻な山の端にある。この難攻不落と思われていた要塞は、七年戦争の1761年に大部分が破壊され、再建はなされなかった。現在は人気のハイキング地となっている。

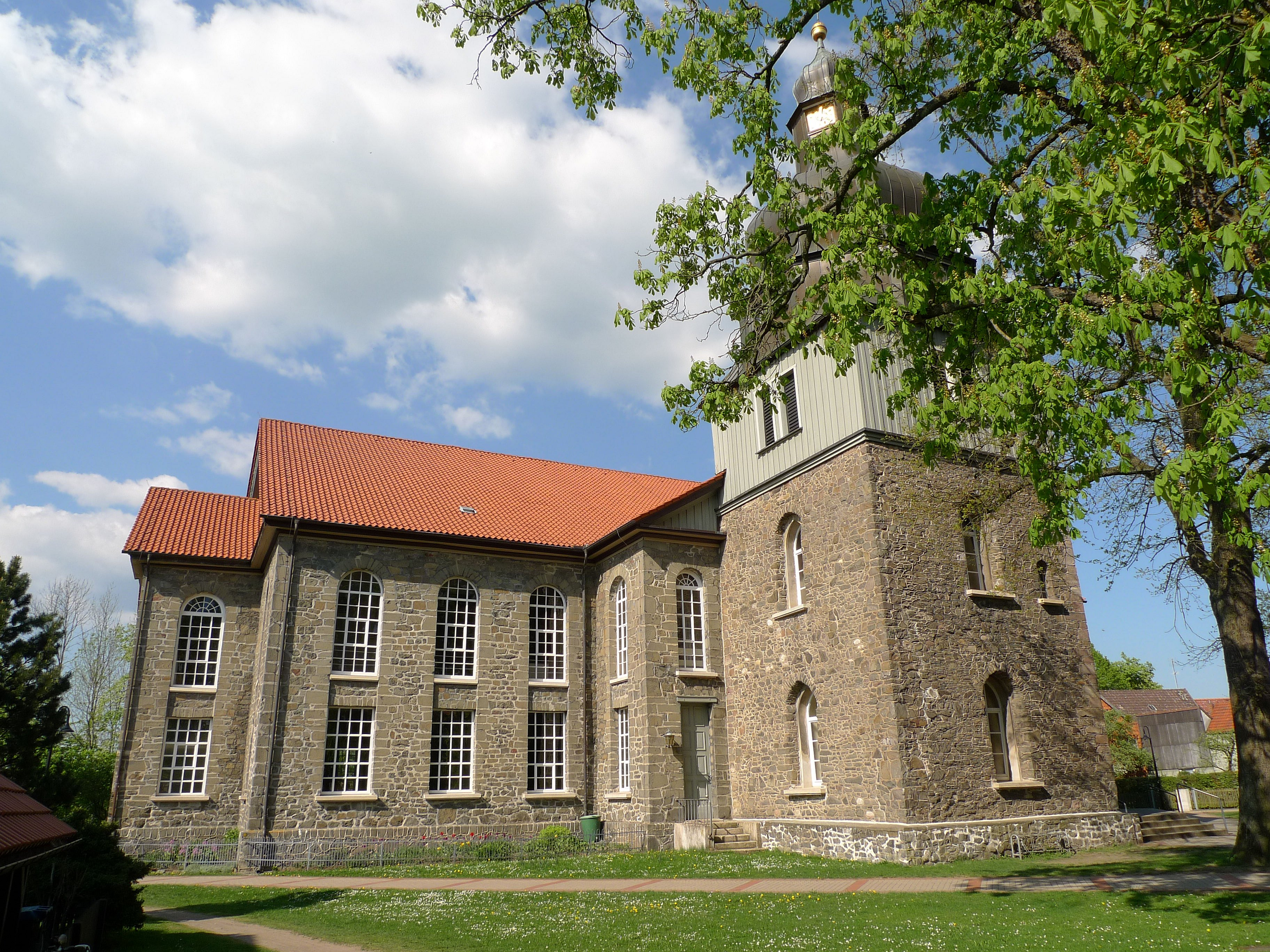
聖ニコライ教会

#### ニコライ教会
ヘルツベルクのニコライ教会は、老朽化のために取り壊された初代のニコライ教会跡地に建設され、1845年に完成した。この教会のオルガンは、ヘルツベルクのオルガン製作者ヨハン・アンドレアス・エンゲルハルトによって1845年に製作された。1960年4月25日に州教会庁の政令によって古典主義様式の重要な作品として保護文化財に指定され、1975年にルドルフ・ヤンケによって修復された。

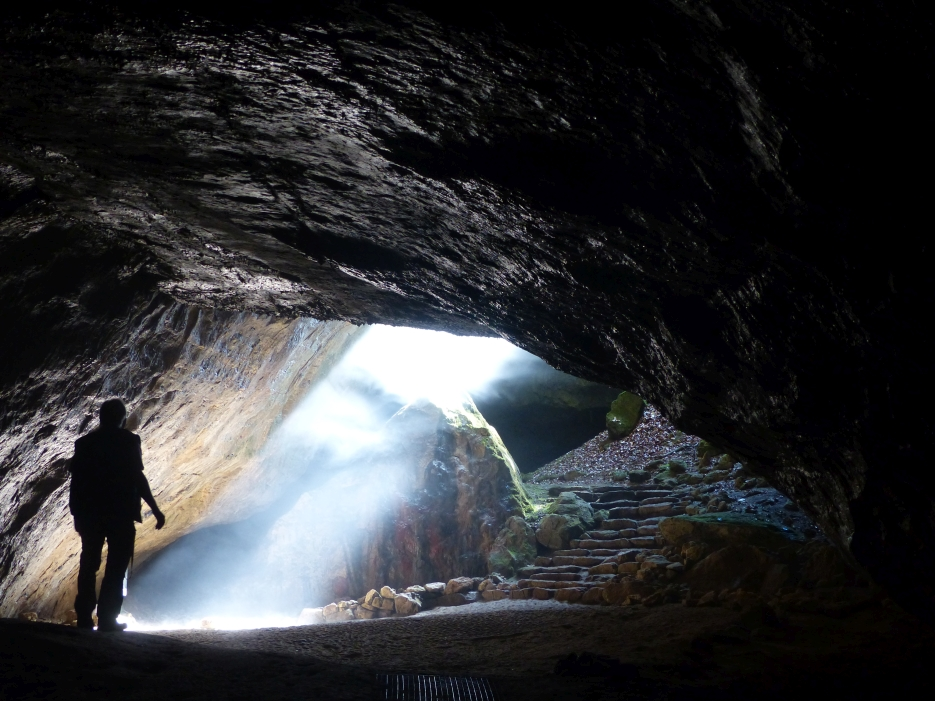
アインホルン洞窟

### 自然文化財
- シャルツフェルト近郊のアインホルン洞窟は、天然の鍾乳洞である。全長は 557 m で、石器時代の遺物が発見された。
- シャルツフェルトのシュタインキルヒェ（直訳すると「石の教会」）は、長さ 28 m、高さ 6 -8 m の鍾乳洞で、旧石器時代には猟師たちによって貯蔵庫として思量されていた。中世には教会に転用された。
- カルスト遊歩道はヘルツベルクの中央に位置するユス湖やローナウアーの滝の横を通っている。
- オクゼンプフュールは小さな湖で、城館の麓、南に約 350 m 、連邦道 B243号線沿いに位置している。
- ルーメクヴェーレは、ヨーロッパで3番目に大きな水源である。ルームシュプリンゲに位置するが、ペールデ（ヘルツベルク市内）に属す。

### 自然保護区と国立公園
ヘルツベルクは、ハルツ国立公園の辺縁部に位置しており、ローナウ地区はこの国立公園に完全に囲まれている。さらにヘルツベルクは、「ジーバータール」自然保護区に位置している。

### スポーツ
- ヘルツベルク射撃協会 e.V. v. 1538[18]
- アーチェリークラブ「ゴルデナー・プファイル」ヘルツベルク e.V.
- MTV ヘルツベルク
- VfL ヘルツベルク 1908 e.V.
- ダンス競技クラブ (TSC) ヘルツベルク e.V.
- 体操クラブ ペールデ・アイニヒカイト・ゲルマニア 1896 e.V.
- テニスクラブ TC グリューン＝ヴァイス・ヘルツベルク
- TV グーツムーツ・シャルツフェルト
- SV シャルツフェルト 1950 e.V.
- SV ペールデ
- DLRG OG ヘルツベルク

### その他の団体
- ヘルツベルク・アム・ハルツ郷土・歴史協会 e.V.[19]

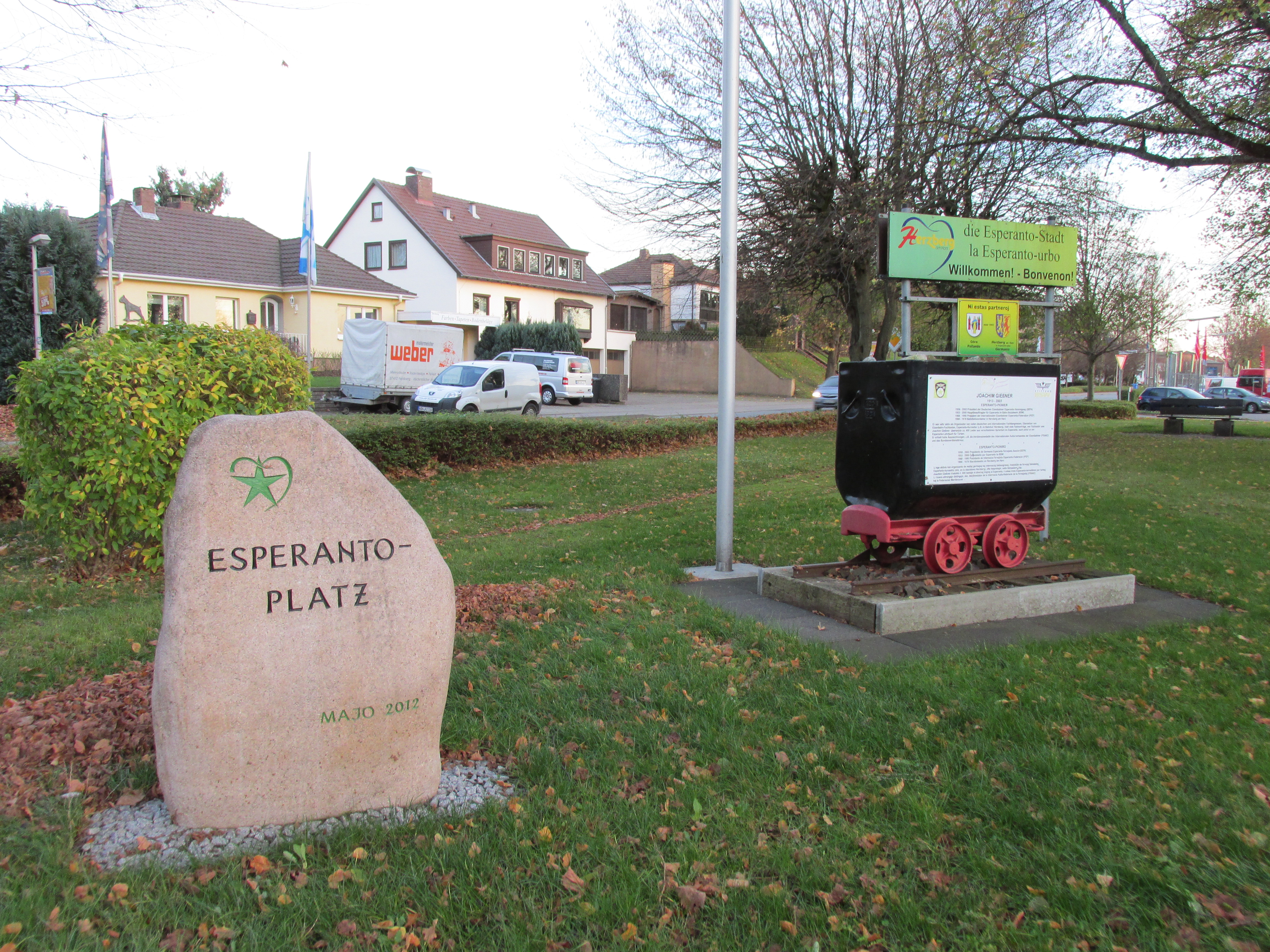
ヘルツベルク・アム・ハルツのエスペラント広場

- ヘルツベルク・アム・ハルツ城館保存会 e.V.
- 南ハルツ・エスペラント協会

### エスペラント都市ヘルツベルク
2006年7月1日の市議会決議以降、ヘルツベルクは「エスペラント都市」の添え名（エスペラント: Herzberg – la Esperanto-urbo) を冠している。この変わった添え名は、ヘルツベルクで長年にわたって国際青年集会、会議、その他のイベントが開催されてきたことに由来する。このために、多くのエスペラント話者のゲストがこの街に滞在した。これによりヘルツベルクは50カ国以上のゲストが訪れた、世界に門戸の開かれたエスペラントの中心都市となった。
エスペラント教育は、すべての市立学校およびインターカルチャー・センター・ヘルツベルクで行われている。ドイツ・エスペラント連盟の教育センターがあり、語学教師の養成を行っている。

## 経済と社会資本

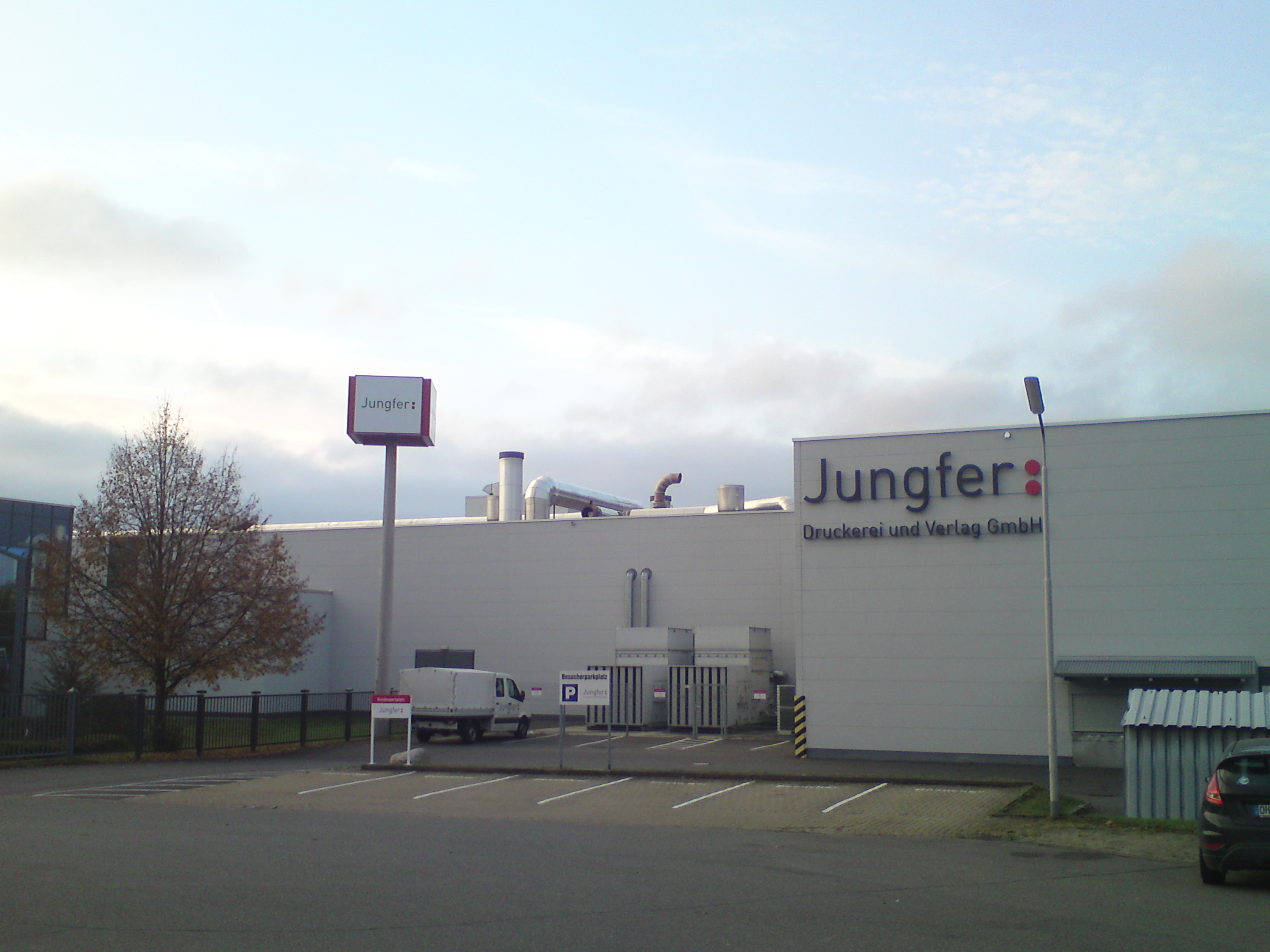
ユングファー印刷・出版

### 地元企業
- プライスナー鋳造 GmbH
- スマーフィット・カッパ（英語版）　ヘルツベルク製紙工場 GmbH
- スマーフィット・カッパ　ヘルツベルク段ボール紙工場 GmbH
- ユングファー印刷・出版 GmbH
- PEMA GmbH、トラック・レンタル会社
- クリニーケン・ヘルツベルク・ウント・オステローデ GmbH、病院
- ANDIA インターナショナル GmbH
- VDS 配送・データサービス

### 教育
ヘルツベルクには基礎課程学校が4校ある:
- マーンテ基礎課程学校
- ニコライ基礎課程学校
- アインホルンシューレ（シャルツフェルト）
- アム・ローテンベルク基礎課程学校（ペールデ）

その他の学校は以下の通り:
- エルンスト＝モーリッツ＝アルント＝ギムナジウム[22]
- オーバーシューレ＝ヘルツベルク・アム・ハルツ[23]

### 交通

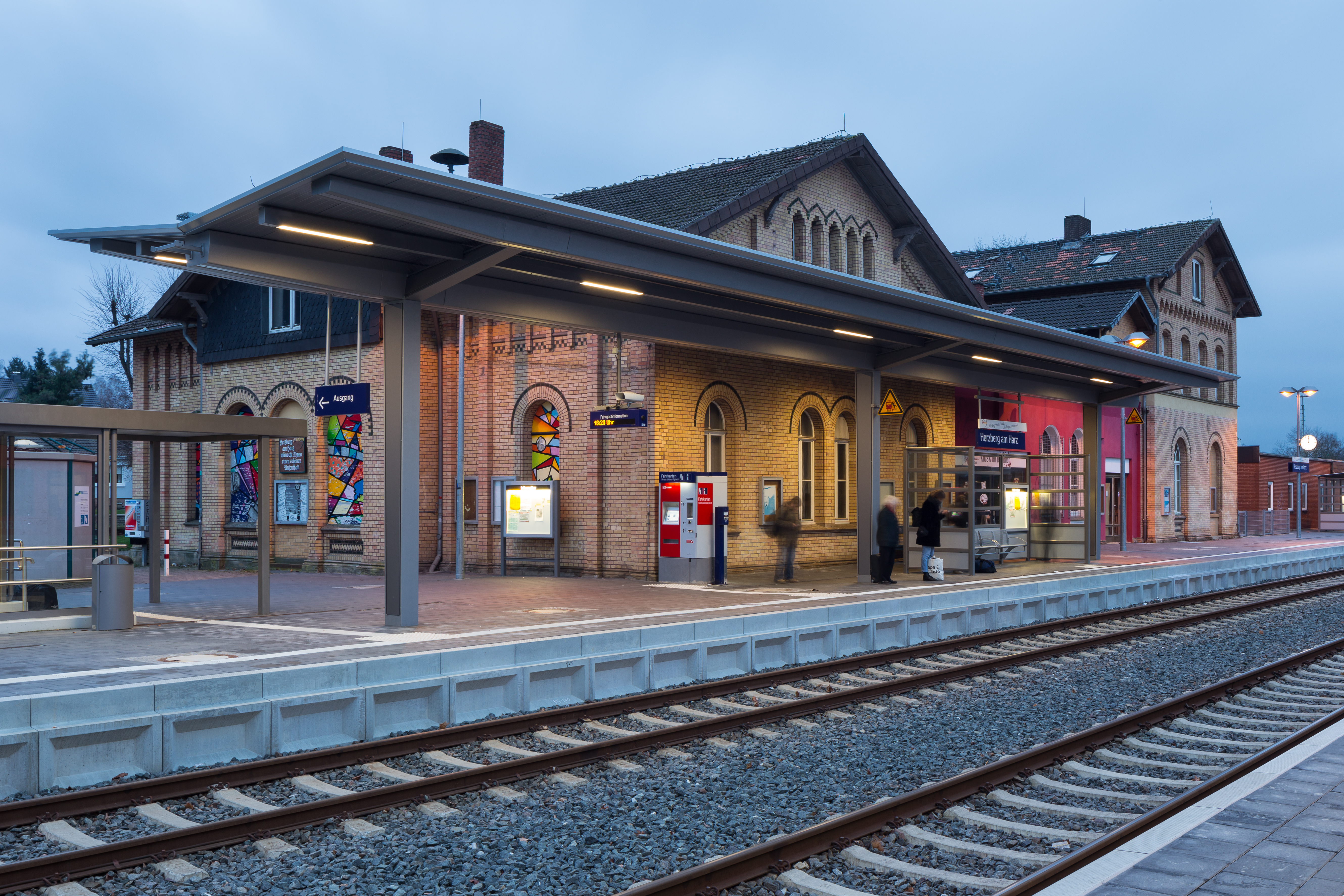
ヘルツベルク (ハルツ) 駅

ヘルツベルクは、連邦道 B27号線（ゲッティンゲン - ブラウンラーゲ）およびB243号線（ゼーゼン - ノルトハウゼン）沿いに位置している。
ドイツ鉄道は、南ハルツ線のヘルツベルク (ハルツ) 駅を運営している。この駅には、ノルトハイムおよびゲッティンゲン方面、ノルトハウゼン方面、ブラウンシュヴァイク方面の列車が停車する。このほかに、ヘルツベルク・アム・ハルツ・シュロス駅がある。この駅はヘルツベルク - ゼーゼン線の駅でヴェルフの城館の下にあり、市街中心部に近い。かつてのブレイヒェローデ・オスト - ヘルツベルク線は1982年に、ヘルツベルク - ジーバータール線は1994年に営業を停止した。
ブラウンシュヴァイク地方バス (RBB) が、バート・ラウターベルク行き、ザンクト・アンドレアスベルク行き、ローナウ行き、ジーバー行き、ハットルフ行き、ペールデ行き、ルームシュプリンゲ行きのバス路線を運行している。この2013年8月8日から設けられた市内バス路線は、地元の織布企業によって運営されている。すべての路線は南ニーダーザクセン交通連盟に加盟している。
ヘルツベルクは、ヴェーザー＝ハルツ＝ハイデ自転車道およびハルツルントヴェーク沿いに位置している。

## 人物

### 出身者
- ブラウンシュヴァイク＝リューネブルク公クリスティアン・ルートヴィヒ（1622年 - 1665年）カレンベルク公、リューネブルク公
- ブラウンシュヴァイク＝リューネブルク公ゲオルク・ヴィルヘルム（1624年 - 1705年）カレンベルク公、リューネブルク公
- ブラウンシュヴァイク＝カレンベルク公ヨハン・フリードリヒ（1625年 - 1679年）カレンベルク公
- ゾフィー・アマーリエ・フォン・ブラウンシュヴァイク＝カレンベルク（1628年 - 1685年）デンマーク＝ノルウェー王フレデリク3世の王妃
- ハノーファー選帝侯エルンスト・アウグスト（1629年 - 1698年）初代ハノーファー選帝侯
- カール・フォン・アイネム（ドイツ語版、英語版）（1853年 - 1934年）プロイセン軍司令官

### ゆかりの人物
- エーファー・ヘルマン（ドイツ語版、英語版）（1958年 - ）作家、テレビキャスター。幼少期の大部分をヘルツベルクで暮らし、エルンスト＝モーリッツ＝アルント＝ギムナジウムで学んだ。